# Sucker Punch
Sucker Punch är en amerikansk-kanadensisk actionfilm från 2011 och som är regisserad av Zack Snyder.

## Rollista
- Emily Browning som Baby Doll
- Abbie Cornish som Sweet Pea
- Jena Malone som Rocket
- Vanessa Hudgens som Blondie
- Jamie Chung som Amber
- Carla Gugino som Madam Vera Gorski
- Jon Hamm som The Doctor/The High Roller
- Scott Glenn som The Wise Man/The General/The Bus Driver
- Oscar Isaac som Blue Jones
- Gerard Plunkett som The Stepfather/Priest